# Треоза
Треоза е монозахарид изграден от четири въглеродни атома и алдехидна функционална група. Има молекулна формула C4H8O4.
|  |